# Summer Life
Summer Life – singel holenderskiego piosenkarza Jake'a Reese i flamandzkich muzyków Regiego i Olivii wydany 14 czerwca 2019 roku.

## Autorstwo i historia wydania
Tekst i muzykę do utworu stworzyli Jake Reese, Joren van der Voort, Lester William Senior, Regi oraz Timofey Reznikov. Singel został wydany 14 czerwca 2019 roku na całym świecie poprzez CNR Music (w poszczególnych krajach poprzez inne wytwórnię).
W trakcie kolejnych dwóch miesięcy zostały opublikowane dwa remiksy utworu – w wersji belgijskiego DJ Manuals oraz węgierskiego muzyka Modeo.

## Odbiór komercyjny
Utwór stał się przebojem w Belgii, szczególnie w jej flandryjskiej części. Zajął tam 5. pozycję w notowaniu Ultratop 50 Singles.  Singel wysoko uplasował się również na listach streamigowych. Dostał również odznaczenie platynowej płyty na terenie Belgii.

## Listy utworów
| Digital download / media strumieniowe | Digital download / media strumieniowe | Digital download / media strumieniowe |
| Nr                                    | Tytuł utworu                          | Długość                               |
| ------------------------------------- | ------------------------------------- | ------------------------------------- |
| 1.                                    | „Summer Life”                         | 3:13                                  |

| Digital download / media strumieniowe ― Manuals Remix | Digital download / media strumieniowe ― Manuals Remix | Digital download / media strumieniowe ― Manuals Remix |
| Nr                                                    | Tytuł utworu                                          | Długość                                               |
| ----------------------------------------------------- | ----------------------------------------------------- | ----------------------------------------------------- |
| 1.                                                    | „Summer Life” (Manuals Remix)                         | 2:58                                                  |

| Digital download / media strumieniowe ― Modeo Remix | Digital download / media strumieniowe ― Modeo Remix | Digital download / media strumieniowe ― Modeo Remix |
| Nr                                                  | Tytuł utworu                                        | Długość                                             |
| --------------------------------------------------- | --------------------------------------------------- | --------------------------------------------------- |
| 1.                                                  | „Summer Life” (Modeo Remix)                         | 4:30                                                |

## Twórcy

### Singel
- Jaap Reesema – kompozytor, autor testów
- Joren van de Voort – kompozytor, autor testów
- Lester William Senior – kompozytor, autor testów
- Regi Penxten – kompozytor, autor testów
- Timofey Reznikov – kompozytor, autor testów[2]

### Teledysk
- Pascal Baillien – reżyser[11]

## Teledysk
Do utworu powstał teledysk, który został wyświetlony ponad miliona razy w serwisie YouTube. Jego reżyserem został Pascal Baillien.

## Notowania
| Terytorium | Notowanie                      | Pozycja | Źr.    |
| ---------- | ------------------------------ | ------- | ------ |
| Belgia     | Ultratop 50 Singles (Flandria) | 5       | [ 8 ]  |
| Belgia     | Ultratop 50 Airplay (Flandria) | 2       | [ 8 ]  |
| Belgia     | Ultratop 50 Dance (Flandria)   | 2       | [ 8 ]  |
| Belgia     | Ultratop 50 Singles (Walonia)  | –       | [ 12 ] |
| Belgia     | Ultratop 50 Dance (Walonia)    | 48      | [ 12 ] |

| Terytorium | Notowanie                           | Pozycja | Źr.    |
| ---------- | ----------------------------------- | ------- | ------ |
| Belgia     | Ultratop Jaaroverzichten (Flandria) | 26      | [ 13 ] |

## Certyfikaty
| Kraj         | Certyfikat      | Sprzedaż | Źr.    |
| ------------ | --------------- | -------- | ------ |
| Belgia (BEA) | Platynowa płyta | 20 000+  | [ 10 ] |

## Historia wydania
| Obszar     | Data             | Format                      | Wersja        | Wytwórnia                    | Źr.   |
| ---------- | ---------------- | --------------------------- | ------------- | ---------------------------- | ----- |
| Cały świat | 23 sierpnia 2019 | digital download, streaming | Modeo Remix   | CNR Music                    | [ 7 ] |
| Cały świat | 12 lipca 2019    | digital download, streaming | Manuals Remix | CNR Music                    | [ 6 ] |
| Polska     | 14 czerwca 2019  | digital download, streaming | oryginał      | CNR Music, Magic Records     | [ 3 ] |
| Holandia   | 14 czerwca 2019  | digital download, streaming | oryginał      | CNR Music, Cloud 9 Recording | [ 4 ] |
| Niemcy     | 14 czerwca 2019  | digital download, streaming | oryginał      | Quattro Music Germany        | [ 5 ] |
| Cały świat | 14 czerwca 2019  | digital download, streaming | oryginał      | CNR Music                    | [ 1 ] |